# ليوجي سالا
ليوجي سالا (بالإيطالية: Luigi Sala)‏ (21 فبراير 1974 في إيطاليا - ) هو لاعب كرة قدم إيطالي في مركز الدفاع. لعب مع أتالانتا وإيه سي ميلان وكييفو فيرونا ونادي أودينيزي ونادي باري ونادي سامبدوريا ونادي كومو وUC AlbinoLeffe ‏.